# Bjergand
Bjerganden (Aythya marila) er en andefugl, som yngler cirkumpolart i det nordligste Europa og i Nordamerika og Asien. I det nordlige Skandinavien yngler arten i mindre søer i højfjeldet samt i den svenske og finske skærgård.
I Danmark ses den i vinterhalvåret almindeligt som træk- og vintergæst, især til havs og ved kysten.
Dens længde er 42-51 cm og den har et vingefang på 71-80 cm. Dens levealder er 10-12 år. Fra troldand kendes hannen på sin lysegrå ryg og hunnen på det større hvide område ved næbroden. Næbbet er blåligt og øjnene gule. Dens føde består af muslinger, snegle, ledorme, insekter og krebsdyr.